# Blake Cashman
Blake Cashman (Eden Prairie, 10 maggio 1996) è un giocatore di football americano statunitense che milita nel ruolo di linebacker per i Minnesota Vikings della National Football League (NFL).

## Carriera

### New York Jets
Cashman fu scelto nel corso del quinto giro (157º assoluto) del Draft NFL 2019 dai New York Jets. Debuttò come professionista subentrando nella gara del primo turno contro i Buffalo Bills mettendo a segno 2 tackle. La settimana seguente disputò la prima partita come titolare facendo registrare 6 tackle e un sack condiviso contro i Cleveland Browns. Il 1º novembre fu inserito in lista infortunati chiudendo la sua stagione da rookie con 40 tackle in 7 presenze, 5 delle quali come titolare.

### Houston Texans
Il 18 marzo 2022 Cashman venne ceduto agli Houston Texans in cambio di una scelta del sesto giro del Draft NFL 2023.
Nel sesto turno della stagione 2023 Cashman fu premiato come miglior difensore della AFC della settimana dopo avere messo a segno 15 placcaggi e 2 passaggi deviati nella vittoria sui New Orleans Saints in cui i Texans concessero un solo touchdown.

### Minnesota Vikings
Il 13 marzo 2024 Cashman firmò un contratto triennale del valore di 22,5 milioni di dollari con i Minnesota Vikings.

## Palmarès
- Difensore della AFC della settimana: 1

6ª del 2023